# Louis François Revius
Louis François Revius, bekend als L.F. Revius, (Den Haag,  2 mei 1832 – aldaar, 13 april 1902) was een Nederlands cellist en componist.
Hij was zoon van ritmeester Johannes Revius en Louise Josina Petronella Helmcke. Hijzelf was getrouwd met Margarethe Petronella Jacoba Revius. 
Hij ontving zijn opleiding aan de Haagse Muziekschool. Zijn “roem” bleef beperkt tot Den Haag en Parijs waar hij omstreeks 1855 te horen en te zien was. In 1852 was hij met Achille Defossez oprichter van de drukkerij “Maatschappij tot het drukken en uitgeven van nieuwe goedkope muziek". Hij was voorts werkzaam in de muziekwinkel van zijn vader. Tevens was hij bestuurslid van muziekpodium Diligentia (Concert Diligentia), betrokken bij de Haagse Dierentuin (Koninklijk Zoölogisch Botanisch Genootschap van Acclimatie) en dirigent van amateurorkest Aurora. Hij was vanaf 1869 enige tijd werkzaam voor de Maatschappij tot Exploitatie van Staatsspoorwegen.
Ook op compositorisch vlak had hij enige bekendheid. Zo speelde de veel bekendere cellist Isaäc Mossel wel werken van hem. Mossel gaf in 1899 twee uitvoeringen van het "Celloconcert in a kleine terts opus 35" met het Concertgebouworkest onder leiding van Willem Mengelberg.
Verder te noemen zijn:
- Romance pour le violon avec accompagnement de quator à cordes (viool begeleid door strijkkwartet), opus 36, dat ook edities kende in bezetting viool/piano en cello/piano
- Naar buiten voor mannenkoor op tekst van Betsy Perk
- Zes liederen op tekst van Jan Pieter Heye voor zangstem en piano (Spoed u, Roos en nachtegaal, Gescheiden, Schmachtend, Ondergang, Twee rozen)
- Rembrandt, Valse brillante uit 1852 bracht het tot een uitgave in de Verenigde Staten

Een feestcantate van hem en Betsy Perk werd op 30 juni 1889 uitgevoerd tijdens de onthulling van een monument ter viering van de heraansluiting van Hertogdom Limburg bij Nederland ontworpen door Pierre Cuypers, dat in 1954 alweer gesloopt werd nadat het omvergereden was. In 2019 gingen nog stemmen op het monument te herplaatsen.
Uit zijn pen kwam ook het twintig pagina tellende Catechismus over de allereerste grondbeginselen der muziek, dat meerdere drukken beleefde. 
Op zijn begrafenis op Oud Eik en Duinen waren vertegenwoordigers van Diligentia, het Concertgebouw en het Rotterdamse Erudito Musica aanwezig.